# NGC 5099
NGC 5099 est une petite galaxie elliptique située dans la constellation de la Vierge. Sa vitesse par rapport au fond diffus cosmologique est de 1 636 ± 25 km/s, ce qui correspond à une distance de Hubble de 24,1 ± 1,7 Mpc (∼78,6 millions d'al). NGC 5099 a été découverte par l'astronome américain Lewis Swift en 1886.
NGC 5099 présente une large raie HI.